# Jean-Michel Ferragatti
Jean-Michel Ferragatti, né le 21 janvier 1971 à Eaubonne (Val-d'Oise), est un historien de la bande dessinée américaine (comic) et scénariste de bande dessinée.

## Biographie
Il débute en publiant des articles dans divers fanzines comme Pimpf Mag, Oméga ou Continuum, puis dans Strange version Organic Comix.
En 2009, Comic Box lui propose d’animer une rubrique hebdomadaire sur le site internet du magazine. French Collection aura 350 épisodes jusqu’en novembre 2016.
Jean-Michel Ferragatti participe également à plusieurs colloques et conférences, notamment pour l’Association des Amis du Roman Populaire (AARP) dont les transcriptions seront publiées dans le bulletin de l’association, Le Rocambole.
Il intervient également lors de l’édition 2013 de la Paris Comics Expo, du Hero Festival de Marseille en 2016, du Festival International de la Bande Dessinée d’Angoulême et est un intervenant régulier du Comics Forum du Paris Manga Sci-Fi Show pendant plusieurs années.
En langue anglaise, il publie deux articles au sein du Fawcett Collector of America (FCA) dans le magazine Alter Ego chez l’éditeur TwoMorrows Publishing ainsi que la préface de l’album Bill Everett’s Amazing-Man.
En 2015, il lance le projet « Centaur Chronicles » chez FG Productions consistant à faire revivre un univers de super-héros en utilisant des personnages originellement publiés aux États-Unis entre 1936 et 1942 par l’éditeur Centaur Comics et libres de droits depuis des décennies. Il scénarise les épisodes inédits illustrés par Marti.
En 2016 est publié L’histoire des Super-Héros (L’âge d’or, 1939-1961). Les publications américaines en France chez Neofelis Editions. Le deuxième volume portant sur les années 1962-1968 est en préparation pour 2021.